# 1898년
1898년은 토요일로 시작하는 평년이다.

## 연호
- 대한제국(大韓帝國) 광무(光武) 2년
- 청(淸) 광서(光緖) 24년
- 일본(日本) 메이지(明治) 31년
- 응우옌 왕조(阮朝) 타인타이(成泰) 10년

## 기년
- 대한제국(大韓帝國) 고종(高宗) 35년
- 청(淸) 덕종 광서제(德宗 光緖帝) 24년
- 응우옌 왕조(阮朝) 성태제(成泰帝) 10년

## 사건
- 2월 15일 - USS 메인 호가 쿠바의 아바나 항구에서 폭발하여 266명이 사망. 미국-스페인 전쟁으로 이어짐.
- 2월 22일 - 고종의 아버지인 흥선대원군이 서거하다.
- 3월 6일 - 독일, 청나라로부터 산둥반도 칭다오시 지역을 99년간 조차받는 교주만 조차 조약 맺음.
- 3월 27일 - 러시아, 청나라로부터 다롄시를 25년간 조차받는 조약을 체결함.
- 4월 22일 - 프랑스, 청나라 광저우지역 무력 점령.
- 4월 23일 - 중국, 변법자강 운동, 개시
- 4월 24일 - 미국, 스페인에 선전 포고.  미국-스페인 전쟁 발발.
- 5월 1일 - 미국, 필리핀에서 스페인 아시아 함대 괴멸 시켜 마닐라만 전투 발발.
- 7월 1일 - 영국, 청나라로부터 산둥반도 웨이하이를 반환.
- 7월 7일 - 미국, 하와이 합병.
- 9월 19일 - 영국과 프랑스의 식민 정책이 아프리카에서 충돌한 파쇼다 사건 발생.
- 9월 21일 - 청나라의 서태후가 광서제를 유폐하고 섭정을 실시하면서 무술변법이 좌절되다.
- 12월 25일 - 고종, 독립협회를 해체 시키다.
- 퀴리 부부, 라듐 발견.

## 문화
- 2월 13일 - 대한제국 광무황제가 경운궁 태극전을 중화전으로 개칭하였다.
- 4월 1일 - 강화군공립소학교 개교
- 5월 29일 - 명동성당(당시 명칭은 종현성당)이 착공 6년 만에 준공되었다.
- 8월 10일 - 민족지인 제국신문(帝國新聞), 이종일(李鍾一)에 의해 창간.
- 9월 5일 - (조선 고종 35년) 남궁억과 장지연 등, <황성신문> 창간.
- 10월 2일 - 배화여자중학교(舊 한성 캐롤라이나 여학당)가 개교하다.
- 11월 2일 - 미국식 응원전(Cheerleading)이 미네소타 대학교에서 시작되다.
- 만민공동회 개최.
- 관민공동회 개최 및 헌의6조 결의

## 탄생

### 1월
- 1월 26일 - 대한민국의 물리학자, 교수 최규남. (~1992년)
- 1월 28일 - 대한민국의 의학자 백인제. (~1950년)

### 2월
- 2월 3일 - 핀란드의 건축가 및 디자이너 알바르 알토. (~1976년)
- 2월 6일 - 프랑스의 철학자이자 작가 장 그르니에. (~1971년)
- 2월 10일
  - 대한민국의 정치인 윤치영. (~1996년)
  - 독일의 극작가 베르톨트 브레히트. (~1956년)
- 2월 12일 - 중화인민공화국의 여성 문필가, 사회운동가, 정치가 쉬광핑. (~1968년)
- 2월 18일 - 이탈리아의 페라리 창립자 엔초 페라리. (~1988년)

### 3월
- 3월 4일 - 독일의 군인 한스 크렙스. (~1945년)
- 3월 5일 - 중국의 총리 저우언라이. (~1976년)

### 4월
- 4월 1일 - 미국의 수학자이자 인류학자 윌리엄 제임스 사이디스. (~1944년)
- 4월 8일 - 대한민국의 농학자 우장춘. (~1956년)
- 4월 10일 - 대한민국의 음악가, 지휘자 홍난파. (~1941년)
- 4월 28일 - 일본계 대한민국의 농학자, 생물학자 우장춘. (~1959년)

### 5월
- 5월 16일 - 일본의 영화감독 미조구치 겐지. (~1956년)

### 6월
- 6월 17일 - 네덜란드의 판화가 모리츠 코르넬리스 에셔. (~1972년)
- 6월 22일 - 독일의 소설가 에리히 마리아 레마르크. (~1970년)

### 7월
- 7월 22일 - 미국의 조각가 알렉산더 콜더. (~1976년)

### 8월
- 8월 15일 - 대한민국의 독립운동가 김정태. (~1950년)

### 9월
- 9월 26일
  - 미국의 작곡가 조지 거슈윈. (~1937년)
  - 덴마크의 배우 카리나 벨. (~1979년)
- 9월 29일 - 러시아의 생물학자 트로핌 리센코. (~1976년)
- 9월 30일 - 모나코의 추정 상속인 샤를로트 드 발랑티누아 여공작. (~1977년)

### 10월
- 10월 12일 - 대한민국의 정치인, 제5대 국회의원 김산. (~1984년)
- 10월 15일 - 대한민국의 독립운동가 엄항섭. (~1962년)
- 10월 28일 - 체코의 소설가 프란티셰크 베호우네크. (~1973년)

### 11월
- 11월 23일 - 구 소련의 군인 로디온 말리놉스키. (~1967년)
- 11월 25일 - 대한민국의 독립운동가 안재환. (~1977년)
- 11월 29일 - 영국의 소설가 클라이브 스테이플스 루이스.
- 11월 21일 - 벨기에의 화가 르네 마그리트. (~1967년)

### 12월
- 12월 20일 - 미국의 배우, 가수 아이린 던. (~1990년)
- 12월 28일 - 미국의 여행가, 기행작가. 수필가, 문필가, 사회운동가 진 맥아더. (~2000년)
- 12월 29일 - 일제강점기의 경찰 이태순. (~?)

### 미상
- 프랑스 빌눼브들라라오의 경제학자 알프레드 소비. (~1990년)
- 중국의 군벌 정치인 장쉐량. (~2001년)
- 일제 강점기의 경찰 간부, 관료 김종석. (~?)

## 사망
- 2월 22일 - 대한제국 초대 황제의 아버지 흥선대원군. (1820년~)
- 3월 10일 - 고아의 아버지 조지 뮐러. (1805년~)
- 3월 15일 - 잉글랜드의 발명가 헨리 베서머. (1741년~)
- 3월 16일 - 영국의 화가 오브리 비어즐리. (1872년~)
- 5월 19일 - 영국의 정치인 윌리엄 유어트 글래드스턴. (1809년~)
- 6월 2일 - 동학의 제2대 교주 최시형. (1827년~)
- 7월 30일 - 독일의 정치인 외교관 오토 폰 비스마르크.
- 9월 10일 - 오스트리아, 헝가리, 보헤미아의 황후및 왕비 엘리자베트 인 바이에른 여공작. (1837년~)

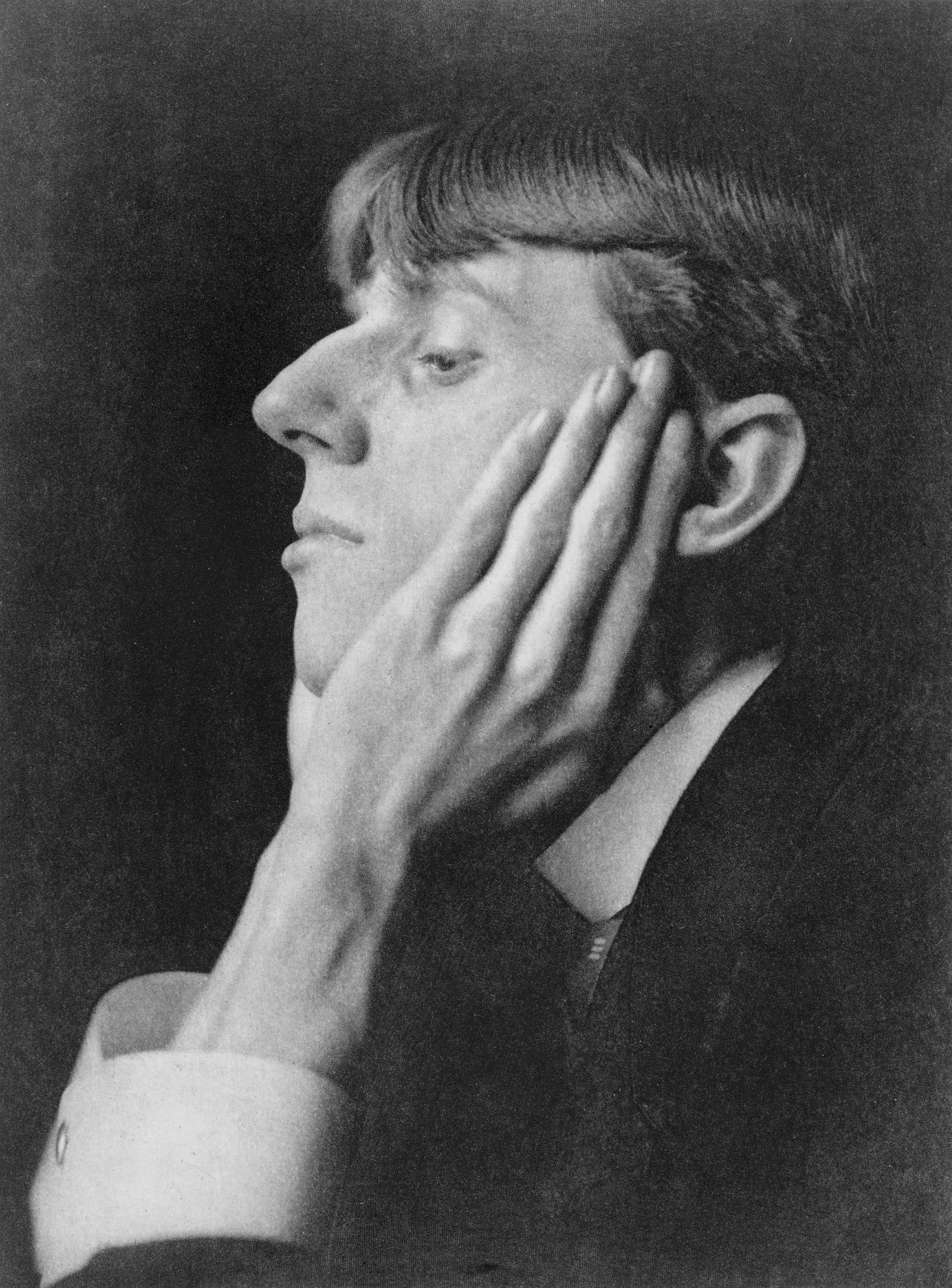
오브리 비어즐리 1872~1898

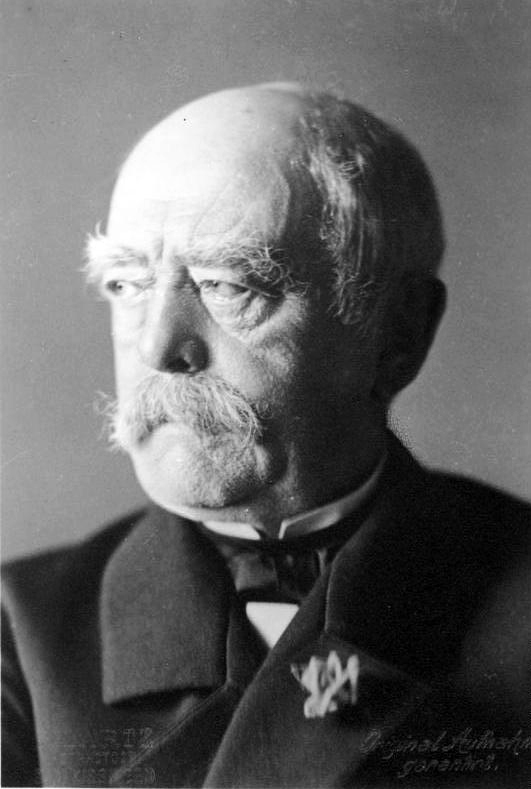
오토 폰 비스마르크 1815~1898

## 달력[1]
| 1월 |    |    |    |    |    |    |
| 일  | 월 | 화 | 수 | 목 | 금 | 토 |
|     |    |    |    |    |    | 1  |
| 2   | 3  | 4  | 5  | 6  | 7  | 8  |
| 9   | 10 | 11 | 12 | 13 | 14 | 15 |
| 16  | 17 | 18 | 19 | 20 | 21 | 22 |
| 23  | 24 | 25 | 26 | 27 | 28 | 29 |
| 30  | 31 |    |    |    |    |    |

| 2월 |    |    |    |    |    |    |
| 일  | 월 | 화 | 수 | 목 | 금 | 토 |
|     |    | 1  | 2  | 3  | 4  | 5  |
| 6   | 7  | 8  | 9  | 10 | 11 | 12 |
| 13  | 14 | 15 | 16 | 17 | 18 | 19 |
| 20  | 21 | 22 | 23 | 24 | 25 | 26 |
| 27  | 28 |    |    |    |    |    |

| 3월 |    |    |    |    |    |    |
| 일  | 월 | 화 | 수 | 목 | 금 | 토 |
|     |    | 1  | 2  | 3  | 4  | 5  |
| 6   | 7  | 8  | 9  | 10 | 11 | 12 |
| 13  | 14 | 15 | 16 | 17 | 18 | 19 |
| 20  | 21 | 22 | 23 | 24 | 25 | 26 |
| 27  | 28 | 29 | 30 | 31 |    |    |

| 4월 |    |    |    |    |    |    |
| 일  | 월 | 화 | 수 | 목 | 금 | 토 |
|     |    |    |    |    | 1  | 2  |
| 3   | 4  | 5  | 6  | 7  | 8  | 9  |
| 10  | 11 | 12 | 13 | 14 | 15 | 16 |
| 17  | 18 | 19 | 20 | 21 | 22 | 23 |
| 24  | 25 | 26 | 27 | 28 | 29 | 30 |

| 5월 |    |    |    |    |    |    |
| 일  | 월 | 화 | 수 | 목 | 금 | 토 |
| 1   | 2  | 3  | 4  | 5  | 6  | 7  |
| 8   | 9  | 10 | 11 | 12 | 13 | 14 |
| 15  | 16 | 17 | 18 | 19 | 20 | 21 |
| 22  | 23 | 24 | 25 | 26 | 27 | 28 |
| 29  | 30 | 31 |    |    |    |    |

| 6월 |    |    |    |    |    |    |
| 일  | 월 | 화 | 수 | 목 | 금 | 토 |
|     |    |    | 1  | 2  | 3  | 4  |
| 5   | 6  | 7  | 8  | 9  | 10 | 11 |
| 12  | 13 | 14 | 15 | 16 | 17 | 18 |
| 19  | 20 | 21 | 22 | 23 | 24 | 25 |
| 26  | 27 | 28 | 29 | 30 |    |    |

| 7월 |    |    |    |    |    |    |
| 일  | 월 | 화 | 수 | 목 | 금 | 토 |
|     |    |    |    |    | 1  | 2  |
| 3   | 4  | 5  | 6  | 7  | 8  | 9  |
| 10  | 11 | 12 | 13 | 14 | 15 | 16 |
| 17  | 18 | 19 | 20 | 21 | 22 | 23 |
| 24  | 25 | 26 | 27 | 28 | 29 | 30 |
| 31  |    |    |    |    |    |    |

| 8월 |    |    |    |    |    |    |
| 일  | 월 | 화 | 수 | 목 | 금 | 토 |
|     | 1  | 2  | 3  | 4  | 5  | 6  |
| 7   | 8  | 9  | 10 | 11 | 12 | 13 |
| 14  | 15 | 16 | 17 | 18 | 19 | 20 |
| 21  | 22 | 23 | 24 | 25 | 26 | 27 |
| 28  | 29 | 30 | 31 |    |    |    |

| 9월 |    |    |    |    |    |    |
| 일  | 월 | 화 | 수 | 목 | 금 | 토 |
|     |    |    |    | 1  | 2  | 3  |
| 4   | 5  | 6  | 7  | 8  | 9  | 10 |
| 11  | 12 | 13 | 14 | 15 | 16 | 17 |
| 18  | 19 | 20 | 21 | 22 | 23 | 24 |
| 25  | 26 | 27 | 28 | 29 | 30 |    |

| 10월 |    |    |    |    |    |    |
| 일   | 월 | 화 | 수 | 목 | 금 | 토 |
|      |    |    |    |    |    | 1  |
| 2    | 3  | 4  | 5  | 6  | 7  | 8  |
| 9    | 10 | 11 | 12 | 13 | 14 | 15 |
| 16   | 17 | 18 | 19 | 20 | 21 | 22 |
| 23   | 24 | 25 | 26 | 27 | 28 | 29 |
| 30   | 31 |    |    |    |    |    |

| 11월 |    |    |    |    |    |    |
| 일   | 월 | 화 | 수 | 목 | 금 | 토 |
|      |    | 1  | 2  | 3  | 4  | 5  |
| 6    | 7  | 8  | 9  | 10 | 11 | 12 |
| 13   | 14 | 15 | 16 | 17 | 18 | 19 |
| 20   | 21 | 22 | 23 | 24 | 25 | 26 |
| 27   | 28 | 29 | 30 |    |    |    |

| 12월 |    |    |    |    |    |    |
| 일   | 월 | 화 | 수 | 목 | 금 | 토 |
|      |    |    |    | 1  | 2  | 3  |
| 4    | 5  | 6  | 7  | 8  | 9  | 10 |
| 11   | 12 | 13 | 14 | 15 | 16 | 17 |
| 18   | 19 | 20 | 21 | 22 | 23 | 24 |
| 25   | 26 | 27 | 28 | 29 | 30 | 31 |

### 음양력 대조 일람
| 음력월 | 월건 | 대소 | 음력 1일의 양력 월일 | 음력 1일 간지 |
| ------ | ---- | ---- | -------------------- | ------------- |
| 1월    | 갑인 | 대   | 1월 22일             | 을유          |
| 2월    | 을묘 | 소   | 2월 21일             | 을묘          |
| 3월    | 병진 | 대   | 3월 22일             | 갑신          |
| 윤3월  |      | 소   | 4월 21일             | 갑인          |
| 4월    | 정사 | 대   | 5월 20일             | 계미          |
| 5월    | 무오 | 대   | 6월 19일             | 계축          |
| 6월    | 기미 | 소   | 7월 19일             | 계미          |
| 7월    | 경신 | 대   | 8월 17일             | 임자          |
| 8월    | 신유 | 소   | 9월 16일             | 임오          |
| 9월    | 임술 | 대   | 10월 15일            | 신해          |
| 10월   | 계해 | 소   | 11월 14일            | 신사          |
| 11월   | 갑자 | 대   | 12월 13일            | 경술          |
| 12월   | 을축 | 소   | 1899년 1월 12일      | 경진          |

1. ↑  Park, Wonkyu (2024년 9월 30일). “[토론문] 『행정기본법 및 기타 법령상 이의신청제도와 그 개선방향』에 대하여”. 《Korean Administrative Law Association》 27: 367–371. doi:10.59826/kdps.27.367. ISSN 2287-5778.